# 鶴屋吉信
株式会社鶴屋吉信（つるや よしのぶ、英: Tsuruya Yoshinobu Co.,Ltd.）は京都の和菓子店。1803年（享和3年）創業の老舗である。
「吉」の正確な表記は「」（「土」の下に「口」、つちよし）である。

## 沿革
- 1803年（享和3年） - 初代鶴屋伊兵衛により、現在の上京区にて創業。
- 1920年（大正9年） - 四代目の稲田儀三郎により、｢京観世｣をはじめ現在販売されている銘菓の多くを発売。
- 1950年（昭和25年） - 株式会社鶴屋吉信設立。
- 1960年（昭和35年） - 日本橋に東京支店開設。
- 1992年（平成4年） - 本店新社屋竣工。新社屋は1994年に京都府都市景観賞の市長賞を受賞している[2]。
- 2014年（平成26年） - 東京店が日本橋の「COREDO室町3」に移転。

## 主な商品
- 京観世 - 村雨と丹波大納言のつぶ餡で作られたロールケーキ状の小倉羹。1920年発売開始。本店近くの観世稲荷の井戸の伝説からこの名がつけられた。
- 柚餅 - 求肥に青柚子の香りをつけ、和三盆糖をまぶした餅菓子。明治元年（1868年）発売開始。2003年に創業200周年を記念して発売された柚子の果実をかたどったパッケージは、日本包装技術協会による日本パッケージコンテストで贈答品包装部門賞を受賞した[3]。
- 福ハ内 - 桃山生地で白餡を包んだ菓子。明治末には昭憲皇太后が購入している。

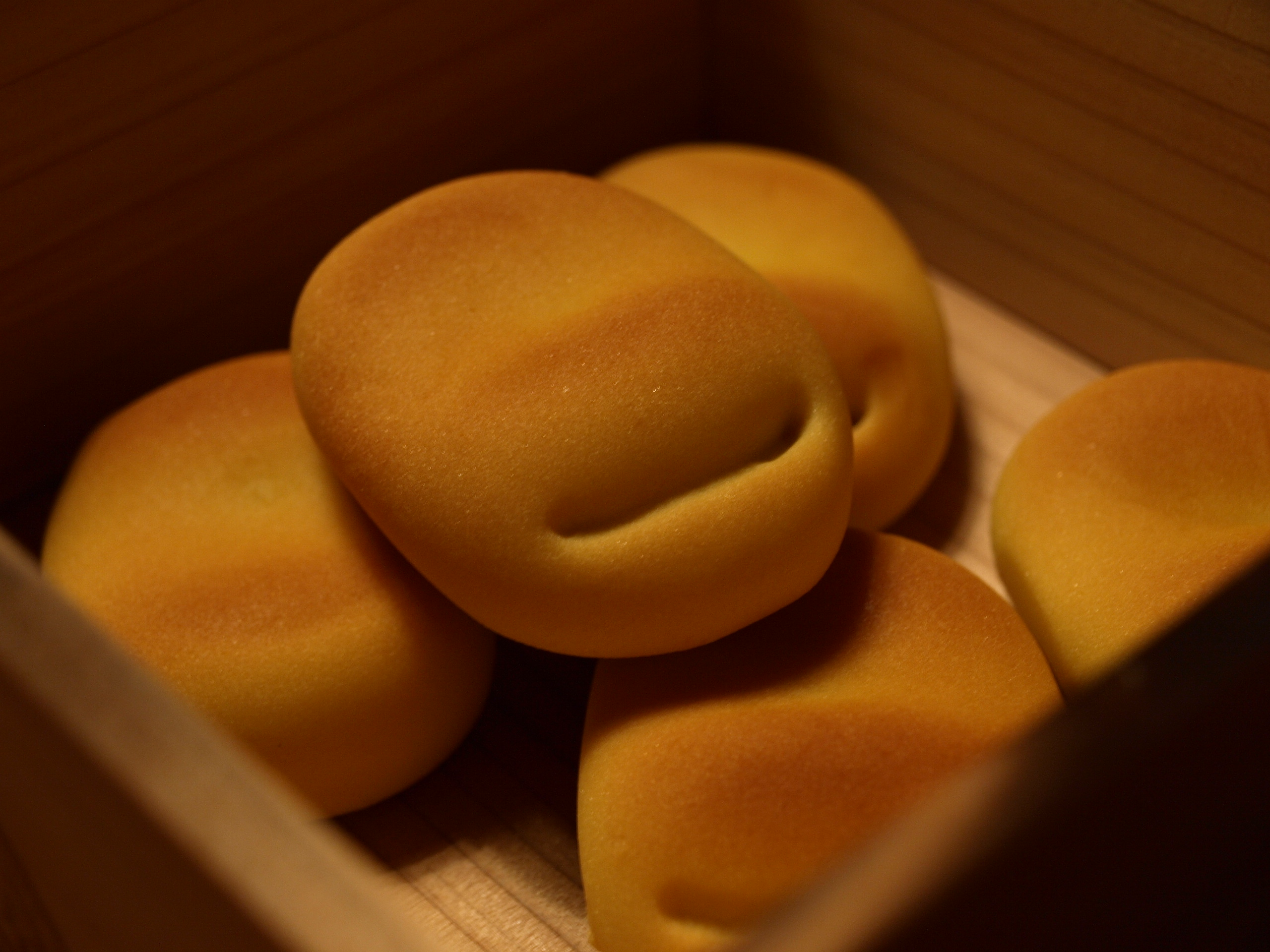
福ハ内
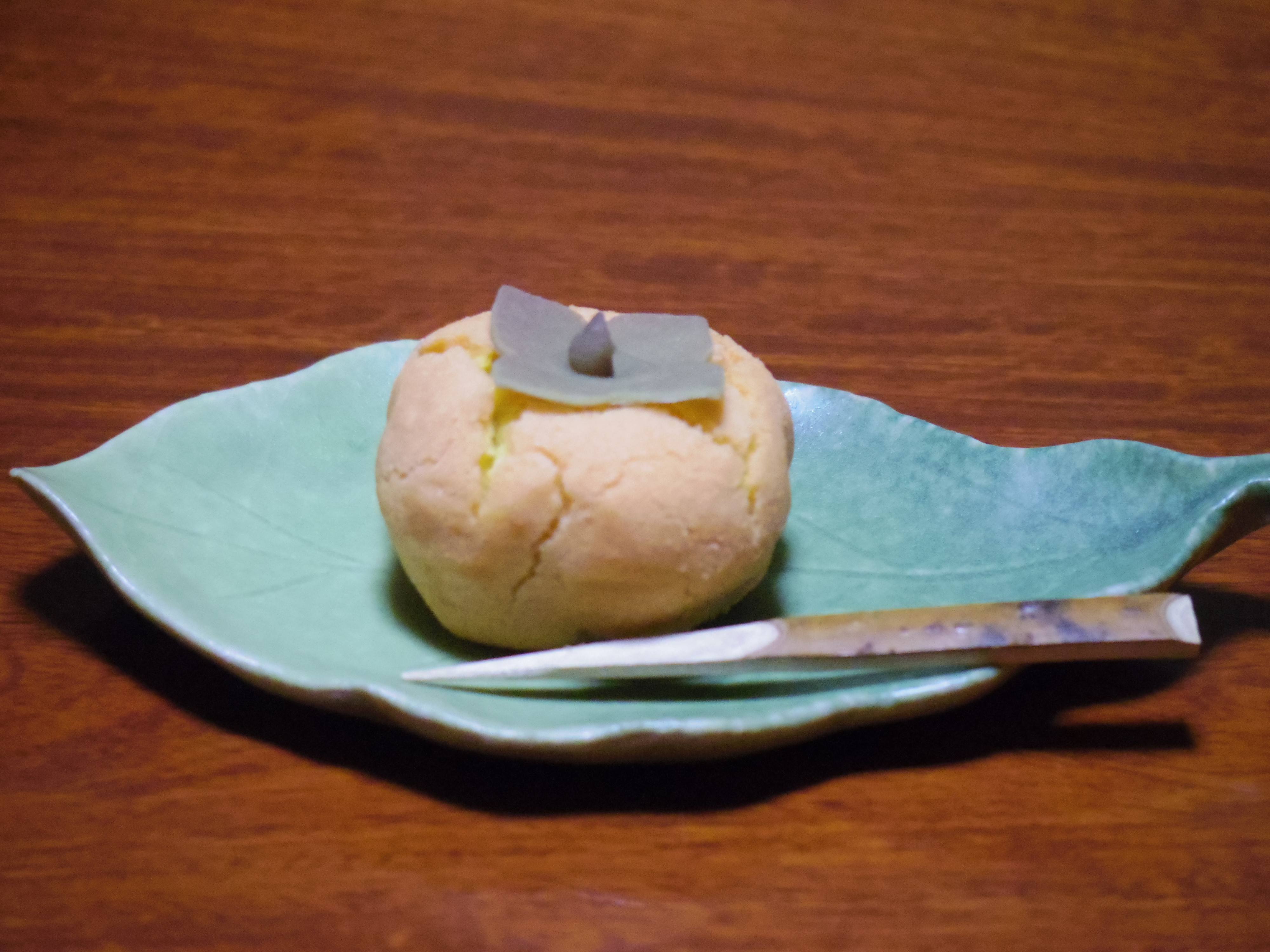
黄身しぐれ「落柿舎」
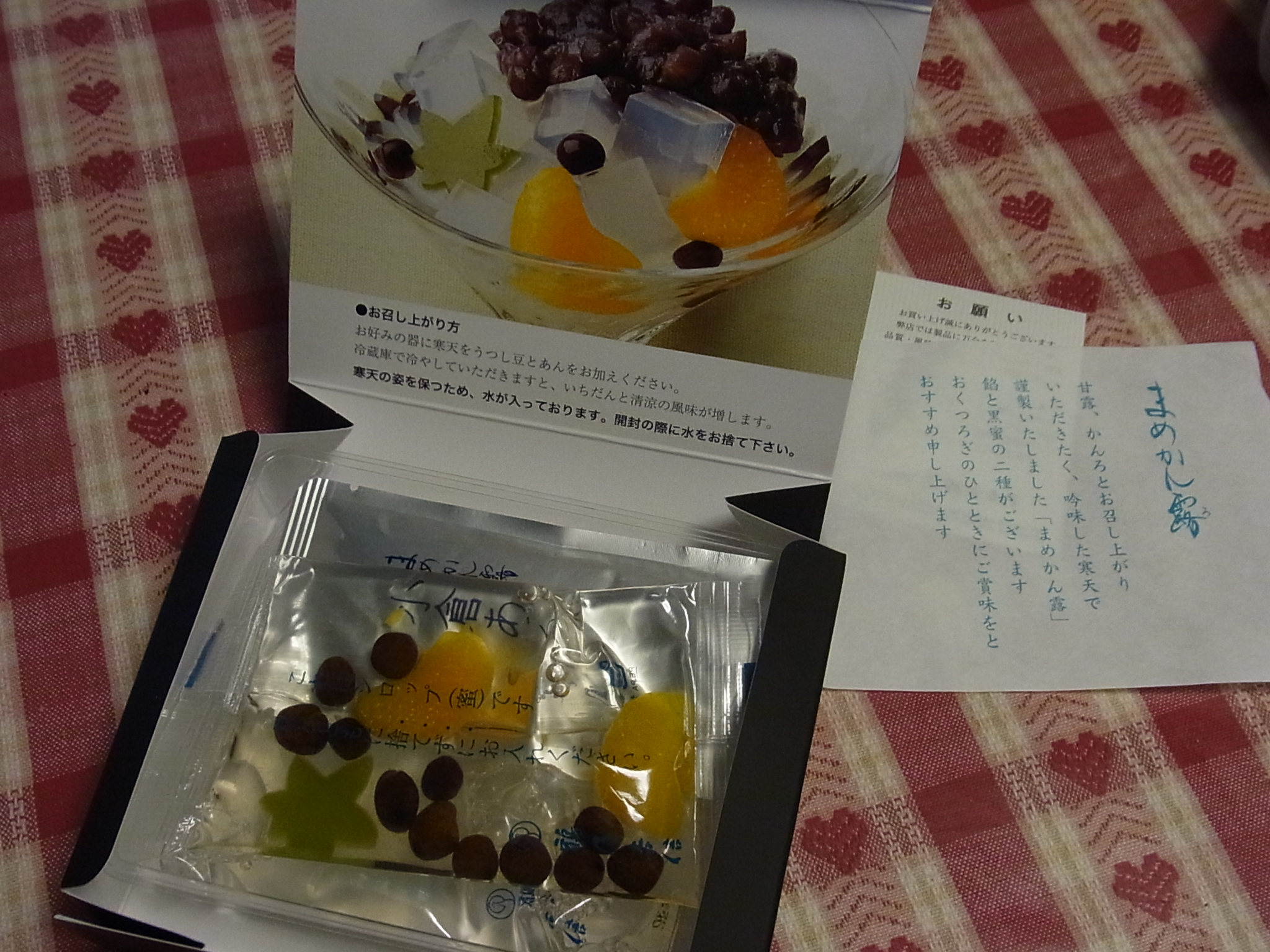
夏の和菓子「まめかん露」（2017年6月22日撮影）